# 신타카오촌
신타카오촌(일본어: 新高尾村)은 일본 군마현의 중앙부, 군마군에 속해있던 촌이다.

## 역사
- 1889년 4월 1일 - 정촌제 시행에 의해 니시군마군 신타카오촌이 성립하였다.
- 1896년 4월 1일 - 군 통합에 의해 군마군에 소속되었다.
- 1955년 1월 20일  
  - 촌의 남부는 나카가와촌, 우스이군 야와타촌, 도요오카촌과 함께 다카사키시에 편입되었다.
  - 촌의 북부는 기요사토촌과 함께 마에바시시에 편입되었다.

## 참고 문헌
- 角川日本地名大辞典編纂委員会, 『角川日本地名大辞典 10 群馬県』1988, 角川書店